# Мономотапа Юнайтед
«Мономотапа Юнайтед» (англ. «Monomotapa United Football Club») — зімбабвіський футбольний клуб з Хараре. Заснований у 2003 році.

## Досягнення
- Чемпіон Зімбабве — 2008